# Trolleyveerboot

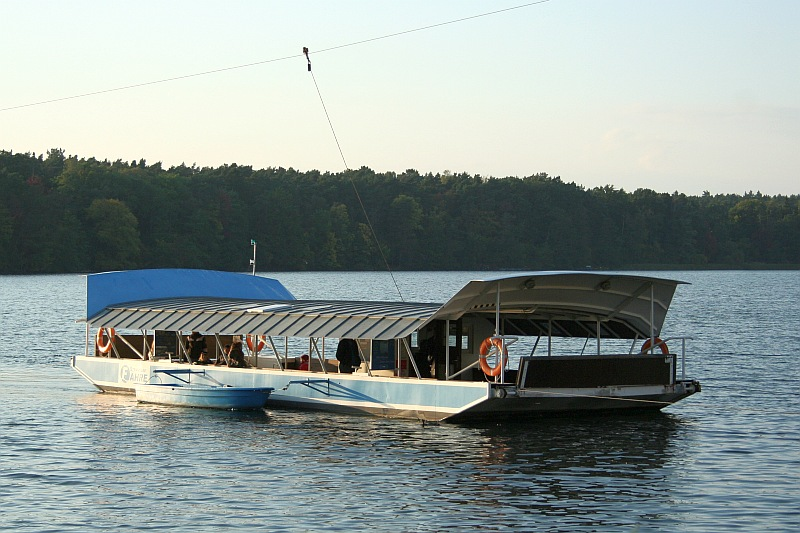
Straussee-veerboot

Een trolleyveerboot of bovenleidingveer is een bijzondere vorm van een trolleyschip en veerboot.
Bij een trolleyveerboot haalt het elektrisch aangedreven schip zijn voortstuwingsenergie uit een trolleybovenleiding over het water. Bovenleidingveerboten zijn niet geschikt voor brede watermassa's, aangezien de fundering van bovenleidingmasten in watermassa's zeer complex is. In de regel is er maar één overspanning. Aangezien er meestal maar één traject is, kunnen ook meerpolige bovenleidingen worden gebruikt. Deze moeten worden gebruikt als de vaargeul niet als tweede pool kan worden gebruikt vanwege een lage elektrische geleidbaarheid of vanwege officiële vereisten.

## Voorbeelden
- In Duitsland is de Straussee-veerboot, die sinds 1915 elektrisch wordt aangedreven, de laatst overgebleven trolleyveerboot. Hij loopt ten oosten van Berlijn over de Straussee en haalt zijn stroom uit een enkelpolige bovenleiding.[1]
- De Hassmersheim-veerboot was van 1948 tot september 2014 in gebruik op de Neckar; ze behoorde tot de kettingveerboten.
- In 2011 bouwde Diversified Marine de Buena Vista Ferry in Portland, Oregon, die wordt aangedreven door een bovenleiding. Het verbindt Marion County en Polk County over de rivier de Willamette, die op dit punt 220 meter breed is.[2] Beide voorgaande veerboten (rond 1939-1955 en 1955-2011) werden elektrisch aangedreven door een kabeltrekinrichting zonder stroomafnemer.

## Gerealiseerde installaties
| Veerboot                   | Land       | Locatie                        | Coördinaten                   | Inbedrijfstelling | Lengte | Energiesysteem                          | Opmerkingen                             |
| -------------------------- | ---------- | ------------------------------ | ----------------------------- | ----------------- | ------ | --------------------------------------- | --------------------------------------- |
| Haßmersheim-veerboot       | Duitsland  | Haßmersheim, Baden-Württemberg | 49° 18′ 7″ N, 9° 9′ 12″ O     | 1948              | 120 m  | Driefasige stroom 380 V                 | 2014 Bedrijfsstop                       |
| Rumpenheim-veerboot        | Duitsland  | Offenbach, Hessen              | 50° 8′ 3″ N, 8° 48′ 6″ E      |                   | 168 m  |                                         | Niet meer elektrisch bediend sinds 1972 |
| Mühlheim-veerboot          | Duitsland  | Mühlheim am Main, Hessen       | 50° 7′ 48″ N, 8° 50′ 12″ E    |                   | 160 m  |                                         | Elektrische bediening stopgezet in 1971 |
| Straussee-veerboot         | Duitsland  | Strausberg, Brandenburg        | 52° 34′ 37″ N, 13° 52′ 37″ O  | 1915              | 370 m  | oorspronkelijk DC 170 V anno 2023 230 V |                                         |
| Elektrische veerboot Thurø | Denemarken | Svendborg                      | 55° 3′ 18″ N, 10° 39′ 20″ O   | 1911              | 205 m  |                                         | Opgehouden in 1934                      |
| Buena Vista-veerboot       | VS         | Buena Vista, Oregon            | 44° 46′ 12″ N, 123° 8′ 45″ WL |                   | 267 m  | 3-fase 480 V                            |                                         |
| Canby-veerboot             | VS         | Wilsonville, Oregon            | 45° 18′ 0″ N, 122° 41′ 34″ WL | 1914              | 300 m  | 460 V                                   |                                         |
| Princeton-veerboot         | VS         | Princeton, Californië          | 39°24'43″N, 122°0'31″W        | 1914              | 182 m  |                                         | Buiten dienst                           |
| Wheatland-veerboot         | VS         | Wheatland, Oregon              | 45° 5′ 25″ N, 123° 2′ 43″ W   |                   | 296 m  |                                         | Dieselelektrisch sinds 2002             |